# 辽州 (山西)
辽州，中国隋朝时设置的州。
开皇十六年（596年）置，治所在乐平县（今山西省昔阳县西南）。大业初年废。唐朝初年复置，治所迁至辽山县（今山西省左权县）。武德八年（625年）改名箕州。先天元年（712年）改名仪州。中和三年（883年）复为辽州，属河东道。辖境约当今山西省左权、和顺、榆社等县地。
北宋熙宁七年（1074年），废辽州，省平城县、和顺县为镇，入辽山县，隶平定军；省榆社县为镇，入威胜军武乡县。元丰八年（1085年），复置辽州，县镇并复，仍隶辽州。元祐元年（1086年），复置和顺县、榆社县、平城县。崇宁时，户七千三百一十五。贡人参。下辖四县：辽山县、和顺县、榆社县、平城县。
金代天會四年（1126年）時，遼州下轄遼山、榆社、和順、平城4縣。天會七年（1129年）遼州改名南遼州，隸屬河東南路，天德三年（1151年）復名為遼州。貞元二年（1154年）廢平城縣，貞祐四年（1216年）於平城廢縣原址設置儀城縣。
明朝洪武二年（1369年），以州治辽山县省入，后又升为辽州直隶州。属山西省。1912年改辽州为辽县。
| 唐朝辽州辖县 | 唐朝辽州辖县                                                                     |
| ------------ | -------------------------------------------------------------------------------- |
| 620年        | 乐平县、石艾县、和顺县、辽山县（新设义兴县）                                     |
| 623年        | 辽山县（改治）、和顺县（平城县、榆社县来属，乐平县、石艾县改属受州，废除义兴县） |
| 625年        | 辽山县、和顺县、平城县、榆社县                                                   |
| 883年        | 辽山县、和顺县、平城县、榆社县                                                   |

唐朝辽州刺史
- 王君廓（武德初年）
- 独孤开远（武德年间）
- 箕州刺史（625年—712年）
- 仪州刺史（712年—742年）
- 乐平郡太守（742年—758年）
- 仪州刺史（758年—883年）
- 李克宁（883年之后）
- 白君成（唐僖宗、唐昭宗时）
- 张鄂（901年）
- 李建及（唐昭宗时）